# 焦桐
葉振富（1956年8月25日—），筆名焦桐，生於臺灣高雄市，曾獲全國學生文學獎新詩首獎、散文佳作，共計獲獎四次。曾任《商工日報》副刊執行編輯、《文訊雜誌》主編、《中國時報》副刊組執行副主任、二魚文化事業群（二魚文化、美麗殿文化、《飲食》雜誌等）創辦人、國立中央大學中國文學系專任副教授、國立中央大學中國文學系教授等職務。

## 生平
年輕時曾因為「完全無法接受教科書」而拒絕大學聯考，1978年9月聯考落榜後在小金門服兵役，退伍之後補習重考，勉強考上中國文化大學戲劇系，接著取得該校的藝術研究所碩士學位。進入社會工作及結婚後又想繼續深造，考取輔仁大學比較文學博士班。
從拒絕聯考的小子搖身一變成大學教授，這種奇特的人生經歷創造出焦桐不願隨波逐流的文筆，企圖在詩境中破除俗套，尋求顛覆傳統的路徑。1980年他以《懷孕的阿順仔嫂》一詩獲得第三屆時報文學獎敘事詩優等獎，該首現代詩描述臺北縣瑞芳鎮的永安煤礦順興分坑發生災變，透過主角阿順仔嫂的聲音表達焦桐對社會的關懷。
他的成名作《完全壯陽食譜》詩集掀起了一場情色文學的革命，廚房不但變得情慾橫流，且巧妙地將情慾、食物和政治以嚴肅又戲謔的語言串聯在一塊。另一本自傳體詩集《青春標本》則以狂歡節慶的手法解構了威權統治、教育體制與大眾文化。
後來，焦桐開始在飲食文學下工夫，專注於文學的飲食研究，希望將飲食文學與文化發展成自己的一項專業。

## 作品

### 詩集
- - 《蕨草》，蘭亭出版社，1983年。
  - 《咆哮都市》，漢光文化，1988年。
  - 《失眠曲》，爾雅出版社，1993年，ISBN 957-639-122-9。
  - 《完全壯陽食譜》，時報文化，1999年，ISBN 957-13-2898-7。（二魚文化，2004年，ISBN 978-986-764-246-2 ）
  - 《焦桐詩集（1980-1993）》，爾雅，2000年，ISBN 978-957-639-292-4。（二魚文化，2009年，ISBN 978-986-649-018-7）
  - 《青春標本》，二魚文化，2003年，ISBN 986-7642-05-8。

### 散文專著
- - 《我邂逅了一條毛毛蟲》，圓神出版社，1989年，ISBN 957-607-005-8。
  - 《童年的夢》，時報文化，1993年，ISBN 957-13-0756-4。
  - 《最後的圓舞場》，皇冠文化，1993年，ISBN 957-330-918-1。
  - 《在世界的邊緣》，九歌出版社，1995年，ISBN 957-560-362-1。（二魚文化，2010年，ISBN 9789866490279）
  - 《屋簷下的風景》，幼獅文化，2003年，ISBN 957-574-435-7。
  - 《我的房事》，二魚文化，2008年，ISBN 978-986-723-787-3。
  - 《暴食江湖》，二魚文化，2009年，ISBN 978-986-6490-17-0。
  - 《臺灣味道》，二魚文化，2009年，ISBN 978-986-649-026-2。
  - 《臺灣肚皮》，二魚文化，2012年，ISBN 978-986-6490-613。
  - 《臺灣舌頭》，二魚文化，2013年，ISBN 978-986-581-300-0。
  - 《味道福爾摩沙》，二魚文化，2015年，ISBN 978-986-581-356-7。（二魚文化，2017年，ISBN 978-986-581-358-1）
  - 《蔬果歲時記》，二魚文化，2016年，ISBN 978-986-581-382-6。
  - 《為小情人做早餐》，二魚文化，2020年，ISBN 978-986-581-399-4。
  - 《慢食天下》，二魚文化，2023年，ISBN 978-986-987-375-8。

### 散文合著
- - 《愛的小故事》，時報文化，1989年，ISBN 957-13-0164-7。
  - 《愛的小故事第三輯》，時報出版，1991年，ISBN 978-957-130-293-5。
  - 《心靈戀歌（1）》，時報文化，1997年，ISBN 957-132-430-0。
  - 《心靈戀歌（2）》，時報文化，1997年，ISBN 957-132-431-0。
  - 《母親的花圃》，幼獅文化，2003年，ISBN 978-957-574-436-6。
  - 《曬恩愛：懷念秀麗》，二魚文化 ，2013年，ISBN 978-986-649-097-2。
  - 《給未來醫生的六堂人文課》，天下文化  ，2015年，ISBN 978-986-320-688-0。

### 主編評論集
- - 《臺灣戰後初期的戲劇》，臺原出版社，1990年，ISBN 957-9261-06-7。
  - 《台灣文學的街頭運動：1977～世紀末》，時報文化，1998年，ISBN 957-1327-54-9。
  - 《趕赴繁花盛放的饗宴－飲食文學國際研討會論文集》（焦桐、林水福編），時報文化，1999年，ISBN 978-957-132-992-5。
  - 《味覺的土風舞：飲食文學與文化國際學術研討會論文集》，二魚文化，2009年，ISBN 978-986-649-003-3。
  - 《飯碗中的雷聲：客家飲食文學與文化國際學術研討會論文集》，二魚文化，2010年，ISBN 978-986-649-037-8。
  - 《山海戀：原住民飲食文學與文化國際學術研討會論文集》，二魚文化，2012年，ISBN 978-986-649-085-9。

### 童書
- - 《烏鴉鳳蝶阿青的旅程》（與林鴻堯、郭智堯），臺灣省政府教育廳，1992年，ISBN 957-654-051-8。

### 主編文學選集
- - 《八十七年詩選》，現代詩季刊社，1999年，ISBN 978-957-999-147-6。
  - 《臺灣飲食文選I》，二魚文化，2003年，ISBN 978-957-284-462-5。
  - 《臺灣飲食文選II》，二魚文化，2005年，ISBN 978-957-284-464-9。
  - 《臺灣醫療文選》，二魚文化，2005年，ISBN 986-7642-91-0。
  - 《天下散文選1》（陳大為, 焦桐, 鍾怡雯），天下文化，2001年，ISBN 978-957-621-925-2。
  - 《天下散文選2》（陳大為, 焦桐, 鍾怡雯），天下文化，2001年，ISBN 978-957-621-926-9。
  - 《2006臺灣詩選》，二魚文化 ，2007年，ISBN 978-986-723-771-2。
  - 《2007臺灣飲食文選》，二魚文化 ，2008年，ISBN 978-986-723-785-9。
  - 《2008臺灣飲食文選》，二魚文化 ，2009年，ISBN 978-986-649-006-4。
  - 《2009飲食文選》，二魚文化 ，2010年，ISBN 978-986-649-030-9。
  - 《2010飲食文選》，二魚文化 ，2011年，ISBN 978-986-649-048-4。
  - 《2011臺灣詩選》，二魚文化 ，2012年，ISBN 978-986-649-059-0。
  - 《2011飲食文選》，二魚文化 ，2012年，ISBN 978-986-649-060-6。
  - 《2012飲食文選》，二魚文化 ，2013年，ISBN 978-986-649-091-0。
  - 《當你失去親愛的人：走過悲傷的幽谷散文選》，二魚文化 ，2013年，ISBN 978-986-581-305-5。
  - 《2013飲食文選》，二魚文化 ，2014年，ISBN 978-986-581-324-6。
  - 《2014飲食文選》，二魚文化 ，2015年，ISBN 978-986-581-352-9。
  - 《2015飲食文選》，二魚文化 ，2016年，ISBN 978-986-581-376-5。
  - 《2016臺灣詩選》，二魚文化 ，2017年，ISBN 978-986-581-388-8。
  - 《2018飲食文選》，二魚文化 ，2019年，ISBN 978-986-581-398-7。

### 選集
- - 《台灣詩人選集61焦桐集》，國立臺灣文學館 ，2010年，ISBN 978-986-022-750-5。

### 講座輯錄
- - 《文學波瀾─府城講壇2013》，國立臺灣文學館 ，2014年，ISBN 978-986-042-355-6。

### 餐飲指南
- - 《2007臺北餐館評鑑》（焦桐、賴佳昀），美麗殿文化，2007年，ISBN 978-986-827-565-2。
  - 《酒食文化：美酒與佳餚的戀情》（焦桐、賴佳昀），美麗殿文化，2007年，ISBN 978-986-827-567-6。
  - 《火鍋：評比臺灣55家火鍋名店》（焦桐、賴佳昀），美麗殿文化，2008年，ISBN 978-986-841-670-3。
  - 《素美食：評比臺灣49家優質素餐館》（焦桐、賴佳昀），美麗殿文化，2008年，ISBN 978-986-841-672-7。
  - 《星級名廚的料理祕訣》（焦桐、賴佳昀），二魚文化 ，2008年，ISBN 978-986-841-671-0。
  - 《臺北經典小吃指南》（焦桐、賴佳昀、姚忠誠），美麗殿文化，2008年，ISBN 978-986-841-673-4。
  - 《2008臺北餐館評鑑》（焦桐、賴佳昀），二魚文化 ，2008年，ISBN 978-986-723-797-2。
  - 《養生蔬果食典》，二魚文化 ，2009年，ISBN 978-986-649-008-8。
  - 《彰化美食指南》（焦桐、姜洋），二魚文化 ，2011年，ISBN 978-986-027-094-5。
  - 《臺灣小吃指南》，二魚文化，2013年，ISBN 978-986-581-304-8。
  - 《滇味到龍岡》，二魚文化，2013年，ISBN 978-986-581-309-3。
  - 《味道福爾摩莎：焦桐精選高雄小吃地圖》，二魚文化，2016年，ISBN 129-499-850-001-0。
  - 《味道臺北舊城區》，台北市政府觀光傳播局，2016年，ISBN 978-986-049-560-7。（2018年，日文版）
  - 《台北．職人食代》，台北市政府觀光傳播局，2018年，ISBN 978-986-055-671-1。

## 得獎
- 第三屆時報文學獎敘事詩優等獎：《懷孕的阿順仔嫂》
- 聯合報文學獎報導文學首獎

## 資料來源
1. ↑  .   [2021-10-29]. （原始内容存档于2021-11-02）.
2. ↑  國立臺灣文學館. . 台灣文學網.
3. ↑  考試過半生／焦桐 （页面存档备份，存于）。
4. ↑  詩路網站：典藏詩人(1940-1959)-焦桐 （页面存档备份，存于）。

## 外部連結
- 焦桐 - 臺灣大百科全書 （页面存档备份，存于）
- 臺灣文學作家系列：焦桐[永久]
- 國立師範大學講師介紹：焦桐老師
- 國立中央大學中國文學系介紹焦桐
- 熱心推動客家飲食文化的客家半子－－焦桐老師 （页面存档备份，存于）